# Оренбургский локомотиворемонтный завод
Оренбу́ргский локомотиворемо́нтный заво́д (Оренбургский ЛРЗ, входит в АО "Желдорреммаш") — завод по ремонту магистральных тепловозов 2ТЭ116 (У,УД) и до недавнего времени пассажирских ТЭП70 (БС,У), а так же 2ТЭ25К (Км) в Оренбурге.
Производственная база завода включает: локомотивосборочный, тележечный, электроаппаратный цеха, дизельное и электромашинное производство, а также энергосиловой, ремонтно-механический, транспортный, механический, колесный, железнодорожный, инструментальный и ремонтностроительный участки.

## История
Завод строился как Главные железнодорожные мастерские Ташкентской железной дороги (основаны 15 января 1905 года). В 1928 году мастерские были преобразованы в Оренбургский паровозовагоноремонтный завод. Ремонтировал паровозы серии Э, Б, О и другие.
В 1942 году завод прекращает ремонт вагонов и переименовывается в паровозоремонтный завод. Во время Великой Отечественной войны завод кроме ремонта паровозов ремонтировал танки, выпускал снаряды и взрывчатые вещества, построил бронепоезда типа ОБ-3 поименованные как: «Вперёд на Запад» и «Оренбургский железнодорожник» (30 и 31 октября 1942 года северо-западнее Орджоникидзе в боях с немецкими танками погибли оба броневых поезда 36-го отдельного дивизиона броневых поездов — № 717 «Оренбургский железнодорожник» и № 731 «Вперёд, на запад!»).
С 1966 года завод начинает ремонт тепловозов и получает название Оренбургский тепловозоремонтный завод. Был освоен ремонт маневрового тепловоза ТГМ-1. В 1970 году отремонтирован первый тепловоз ТЭ-3. В 1978 году выпущен из ремонта первый локомотив модели 2ТЭ10Л. В 90-х годах XX века завод ремонтирует кроме тепловозов также и электровозы ВЛ80С, в связи с этим название завода меняется на Оренбургский локомотиворемонтный завод.
С 1998 года на Оренбургском ЛРЗ организован музей истории завода, в котором собираются и систематизируются материалы, фотодокументы и экспонаты из прошлого, представляющие историческую ценность.
Под управлением АО "Желдорреммаш" завод получил серьезную поддержку в финансировании инвестиционной программы развития завода, улучшений условий труда, а также централизованное управление и обдуманную межзаводскую кооперацию.

## Продукция завода
Основными видами деятельности завода являются проведение средних и капитальных ремонтов локомотивов серий 2ТЭ116, 2ТЭ116У, и 2ТЭ25КМ ремонт оборудования, узлов и агрегатов: дизелей K6S310DR, 1А-9ДГ 18-9ДГ, электрических машин ТЕ 006, ЭД-118, ТД 802, ГП-311, ГС-501, колесных пар ЧМЭ-3, ТЭ10, 2ТЭ116, компрессоров КТ7, КТ6, К2LOKВ, производство запасных частей для тягового подвижного состава, в том числе поршневых колец, зубчатых колес, венцов, деталей для тепловозов 2ТЭ10, ЧМЭ-3, 2ТЭ116.
Широкое развитие на заводе получило производство запасных частей к подвижному железнодорожному составу: поршневых колец, зубчатых колес, венцов, деталей для тепловозов 2ТЭ10, ЧМЭ-3, 2ТЭ116. 
Основные и дополнительные виды услуг:
- Ремонт тепловозов;
- Ремонт дизелей: K6S310DR, 1А-9ДГ;
- Ремонт ТЕ 006, ЭД-118;
- Ремонт ТД 802, ГП-311, ГС-501;
- Ремонт колесных пар ЧМЭ-3, ТЭ10, 2ТЭ116;
- Ремонт ЗРР, ПРР;
- Ремонт компрессоров КТ7, КТ6, К2LOK.